# Gézaincourt
Gézaincourt là một xã ở tỉnh Somme, vùng Hauts-de-France, Pháp.
Mother St. Joseph sinh ra ở đây vào ngày 8 tháng 3 năm 1756

## Địa lý
Thị trấn này tọa lạc trên đường D128, khoảng 25 dặm Anhvề phía đông đông bắc của Abbeville, gần bờ sông Authie.

## Dân số
| 1962                                                           | 1968 | 1975 | 1982 | 1990 | 1999 |
| -------------------------------------------------------------- | ---- | ---- | ---- | ---- | ---- |
| 485                                                            | 505  | 497  | 470  | 476  | 466  |
| Số liệu điều tra dân số từ năm 1962, dân số không tính hai lần |      |      |      |      |      |